# Kristiina Mäkelä
Meri Kristiina Mäkelä (* 20. November 1992 in Orimattila) ist eine finnische Leichtathletin, die sich auf den Dreisprung spezialisiert hat. Sie ist aktuell Inhaberin des Landesrekordes und 2022 wurde sie in dieser Disziplin Vizeeuropameisterin.

## Sportliche Laufbahn

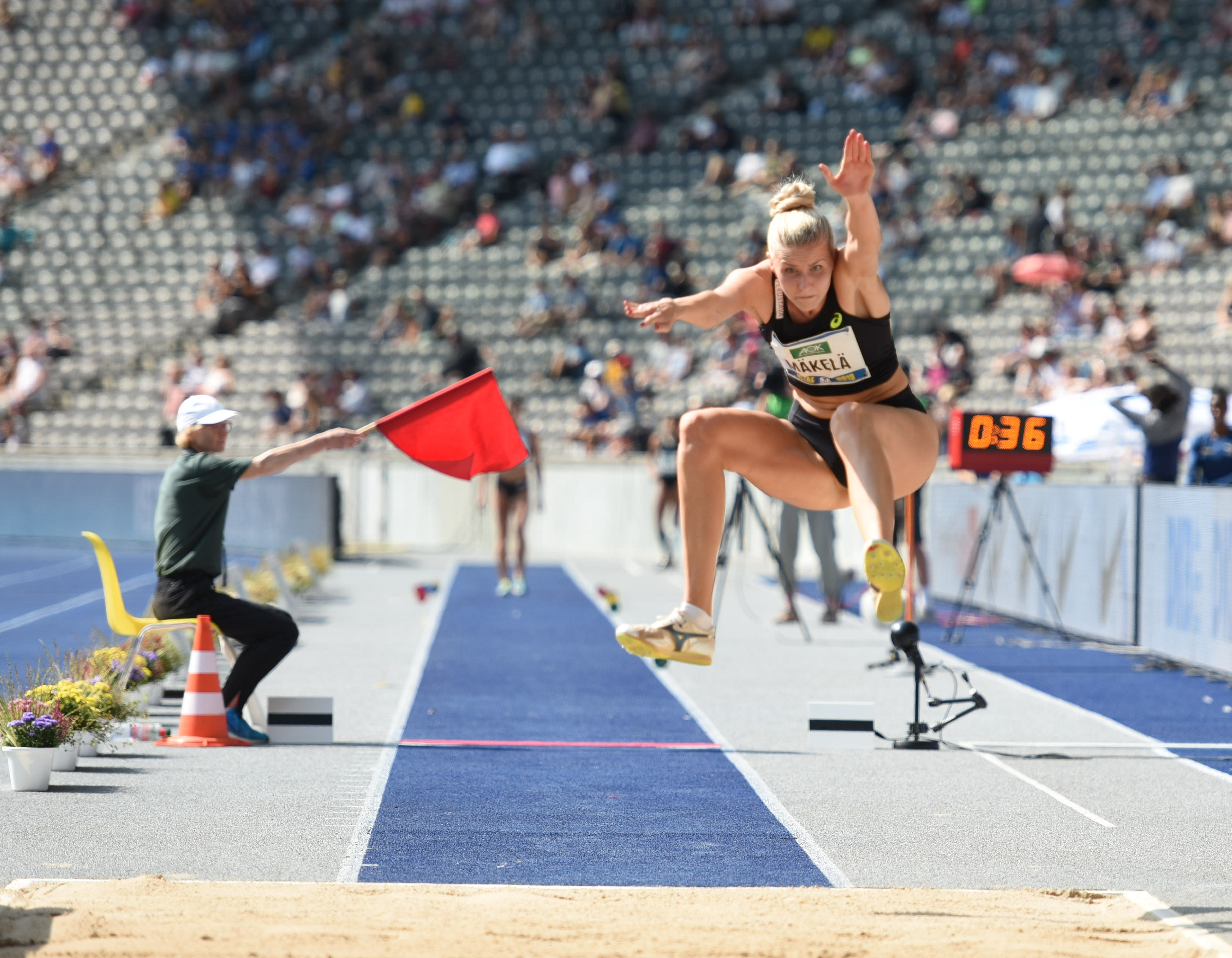
Mäkelä beim ISTAF Berlin 2019

Erste internationale Erfahrungen sammelte Kristiina Mäkelä bei den Jugendweltmeisterschaften 2009 in Brixen und belegte dort mit 13,03 m den sechsten Platz. Des Weiteren nahm sie am Europäischen Olympischen Jugendfestival in Tampere teil und gewann dort mit 13,14 m die Silbermedaille. 2010 belegte sie bei den Juniorenweltmeisterschaften im kanadischen Moncton mit 13,26 m den siebten Platz. Ein Jahr darauf gewann sie die Silbermedaille bei den Junioreneuropameisterschaften in Tallinn mit 13,67 m. 2012 gelang ihr in der Qualifikation der Europameisterschaften in Helsinki kein gültiger Versuch und schied somit aus. 2015 wurde sie mit 13,66 m Achte bei den Halleneuropameisterschaften in Prag. Während der Freiluftsaison qualifizierte sie sich für die Weltmeisterschaften in Peking und schied dort mit 13,83 m in der Qualifikation aus. 2016 nahm sie an den Hallenweltmeisterschaften in Portland teil und belegte dort mit 14,07 m Platz sechs. Bei den Europameisterschaften in Amsterdam belegte sie mit 13,95 m den neunten Rang. Es gelang ihr, sich für die Olympischen Spiele in Rio de Janeiro zu qualifizieren, bei denen sie im Finale mit 13,95 m den zwölften Platz belegte. 2017 erfolgte die Teilnahme an den Halleneuropameisterschaften in Belgrad, bei denen sie in das Finale gelangte und dieses mit 13,36 m auf dem achten Platz beendente. Sie qualifizierte sich erneut für die Weltmeisterschaften in London, bei denen sie mit 13,92 m in der Qualifikation ausschied.
2018 nahm sie an den Hallenweltmeisterschaften in Birmingham teil und belegte dort mit 13,73 m Rang 16. Auch bei den Europameisterschaften in Berlin gelangte sie in das Finale und belegte dort mit einer Weite von 14,01 m den neunten Platz. 2019 belegte sie bei den Halleneuropameisterschaften in Glasgow mit einer Weite von 14,29 m im Finale den sechsten Platz. Anfang Oktober gelangte sie bei den Weltmeisterschaften in Doha bis in das Finale, in dem sie mit 13,99 m den zwölften Platz belegte. 2020 siegte sie mit 14,12 m bei den Paavo Nurmi Games und im Jahr darauf belegte sie bei den Halleneuropameisterschaften in Toruń mit einem Sprung auf 14,23 m den sechsten Platz. Ende Juni siegte sie mit neuer Bestleistung von 14,41 m bei den Kuortane Games und nahm daraufhin an den Olympischen Spielen in Tokio teil, bei denen sie mit 14,17 m im Finale den elften Platz belegte. 2022 gelangte sie bei den Hallenweltmeisterschaften in Belgrad mit 14,14 m auf Rang neun. Im Juli gelangte sie bei den Weltmeisterschaften in Eugene mit 14,18 m im Finale auf Rang neun und anschließend gewann sie bei den Europameisterschaften in München mit neuem Landesrekord von 14,64 m die Silbermedaille hinter der Ukrainerin Maryna Bech-Romantschuk.
2023 wurde sie bei der 1. Liga der Team-Europameisterschaft im Zuge der Europaspiele in Chorzów mit 13,68 m Fünfte. Im August schied sie bei den Weltmeisterschaften in Budapest mit 13,88 m in der Qualifikationsrunde aus. Im Jahr darauf gelangte sie bei den Hallenweltmeisterschaften in Glasgow mit 13,47 m auf den zwölften Platz und verpasste im Juni bei den Europameisterschaften in Rom mit 13,76 m den Finaleinzug.
2009, 2011 sowie zwischen 2015 und 2020 wurde Mäkelä finnische Meisterin im Dreisprung im Freien. Zudem gewann sie den Hallenmeistertitel 2012 und zwischen 2015 und 2018 und 2024 sowie 2017 auch im Weitsprung.

## Persönliche Bestleistungen
- Weitsprung: 6,19 m, 18. Februar 2017 in Jyväskylä
- Dreisprung: 14,64 m (−0,4 m/s), 19. August 2022 in München (finnischer Rekord)